# Lange Vechtbrug

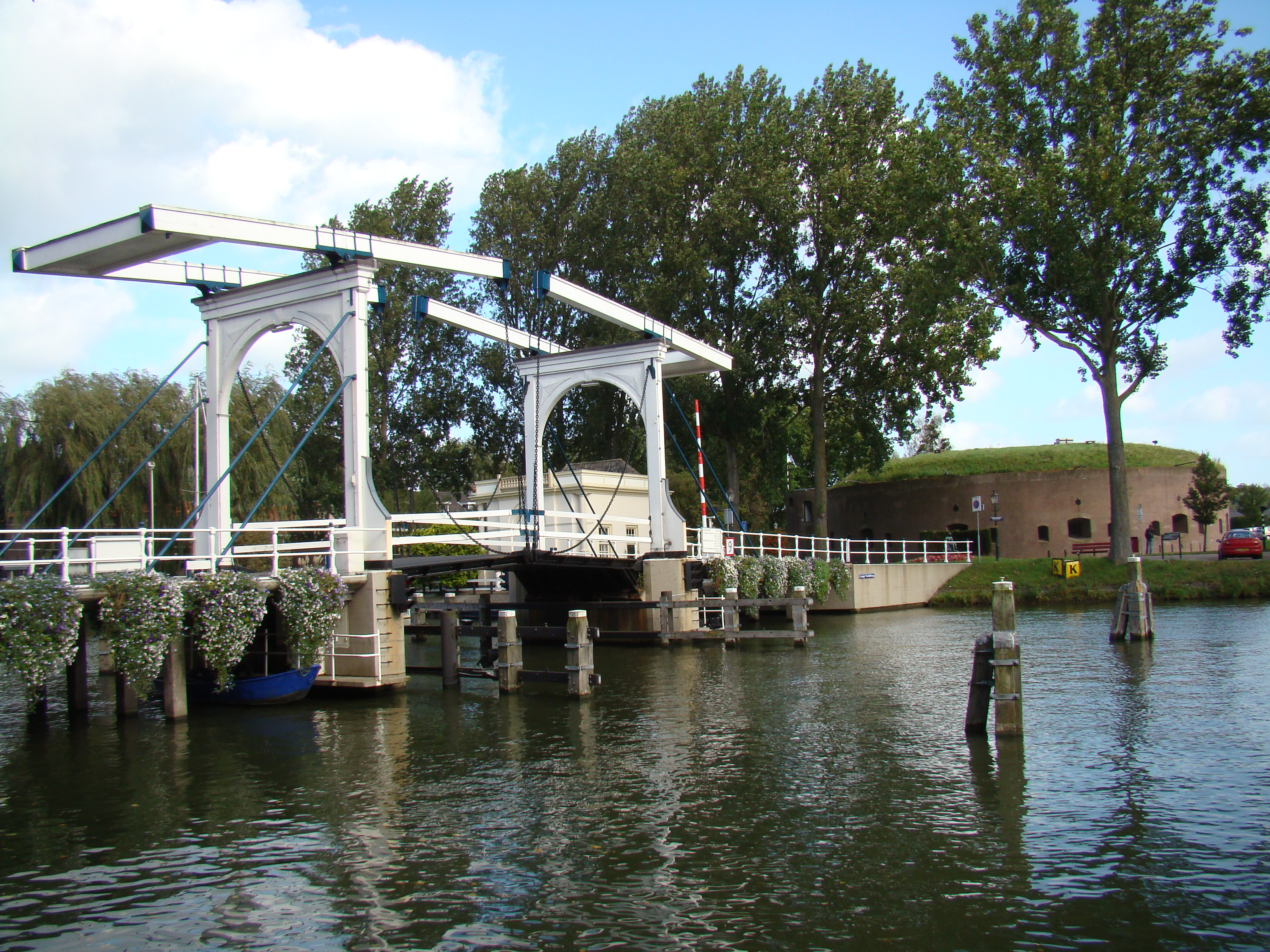
Lange Vechtbrug.

De Lange Vechtbrug bestaat uit twee vrij steile houten  ophaalbruggen (tegenoverelkaar liggend) in het centrum van de in de provincie Noord-Holland gelegen vestingstad Weesp. De rijksmonumentale brug voert over de Utrechtse Vecht en verbindt de Hoogstraat met de op een eiland in de Vecht gelegen Ossenmarkt. De brug heeft slechts een beperkt draagvermogen en is niet geschikt voor zwaar verkeer. De brug is van belang voor de verbinding stroomafwaarts naar Muiden en stroomopwaarts richting Nigtevecht. De brug wordt op vaste tijden ter plekke bediend.
De naam van de brug verwijst naar de lengte van de brug ten opzichte van andere bruggen over de Vecht.

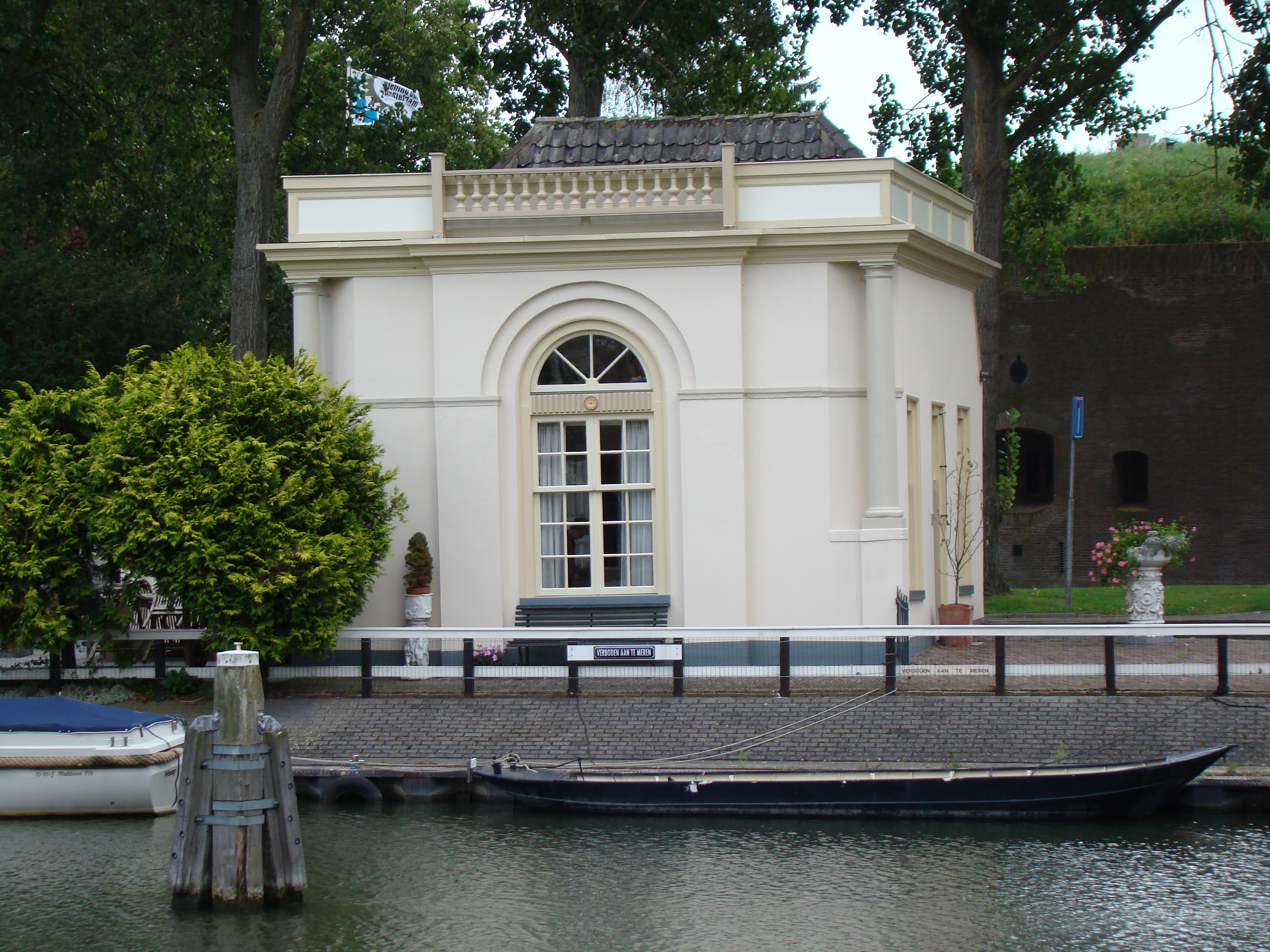
Rijksmonumentaal brugwachtershuis naast de brug.